# Giáp (họ)
Giáp là một họ của người Việt Nam (chữ Hán: 甲, Bính âm: Jiă), Trung Quốc (chữ Hán: 郏, Bính âm: Jiá). Trong danh sách Bách gia tính họ Giáp (郏) đứng thứ 317.

## Họ Giáp (甲) ở Việt Nam
Đến nay, dòng họ phát triển thành một dòng tộc lớn với hơn 30 chi họ. Con cháu họ Giáp chủ yếu sống ở phường Dĩnh Kế, xã Dĩnh Trì (TP Bắc Giang); xã Việt Lập, Cao Xá (Tân Yên); xã Lâm Sơn, huyện Chi Lăng (Lạng Sơn); xã Quảng La, huyện Hoành Bồ (Quảng Ninh). Ngoài ra, còn sinh sống ở nhiều tỉnh, TP nhưng vẫn luôn một lòng hướng về nguồn cội.

### Người Việt Nam họ Giáp nổi tiếng
- Giáp Hải, nhà chính trị thời nhà Mạc Việt Nam
- Giáp Trí Dũng, già làng Hà Giang
- Giáp Văn Cương, anh hùng lực lượng vũ trang và là Đô đốc đầu tiên của Hải quân Nhân dân Việt Nam

## Họ Giáp (郏) ở Trung Quốc
- Giáp Bàng, thi nhân, quan viên thời nhà Đường
- Giáp Đàn, quan viên thời nhà Tống
- Giáp Luân Quỳ, họa sĩ thời nhà Thanh